# Eva (film 1948)
Eva è un film svedese del 1948, diretto da Gustaf Molander e basato su un soggetto originale di Ingmar Bergman.

## Trama
Bo torna dal servizio militare e ritrova un'amica di infanzia che ama, Eva, ricambiato. Ma non è mai riuscito a superare il dolore di una disgrazia da lui causata a 12 anni. La lussuria della città e la bruttura della guerra non aiutano il suo stato d'animo. Solo l'amore di Eva e la nascita del primo figlio metteranno fine alle sue pene.

## Sceneggiatura di Ingmar Bergman
In seguito al relativo successo di Musica nel buio «la Svensk Filmindustri dette ancora fiducia a Bergman commissionandogli dapprima due sceneggiature (per i film di Molander La furia del peccato ed Eva), poi un film, Città portuale (...)». Molander, «appartenente alla generazione di Stiller e di Sjöström, (...) scoprì Ingrid Bergman, e fece esordire Ingmar Bergman come sceneggiatore». Nel 1951 Ingmar Bergman collaborerà ancora con Molander sceneggiando un terzo film, I divorziati (Frånskild). L'influenza bergmaniana in Eva è tangibile, è esemplare la battuta di Eva che preannuncia un titolo, Il posto delle fragole, illuminando l'ombra della morte e invitando Bo a lasciarsi andare al ricordo di un giorno d'autunno quando insieme colsero le fragole.

## Distribuzione
Il film non ha avuto distribuzione nelle sale in Italia, e quindi non è mai stato doppiato. Nel 2007 è stato pubblicato in DVD insieme a Donne in attesa per la BiM in versione originale sottotitolata in italiano.